# Francisco Fernández Ochoa
Francisco „Paquito” Fernández Ochoa (ur. 25 lutego 1950 w Madrycie, zm. 6 listopada 2006 w Cercedilla) – hiszpański narciarz alpejski, złoty medalista olimpijski i dwukrotny medalista mistrzostw świata.

## Kariera
Największy sukces w karierze Francisco Fernández Ochoa osiągnął w 1972 roku, kiedy podczas igrzysk olimpijskich w Sapporo zdobył złoty medal w slalomie. W zawodach tych wyprzedził bezpośrednio dwóch reprezentantów Włoch: Gustava Thöniego i Rolanda Thöniego. Jego złoty medal jest jak dotąd jedynym złotym medalem olimpijskim zdobytym przez reprezentanta Hiszpanii na zimowych edycjach igrzysk. Trzydzieści lat później, na igrzyskach w Salt Lake City, reprezentujący Hiszpanię biegacz narciarski Johann Mühlegg zdobył trzy złote medale, lecz wskutek wykrycia stosowania przez niego substancji dopingującej zostały mu one odebrane. Na igrzyskach w Sapporo Fernández Ochoa wystartował także w gigancie, w którym po pierwszym przejeździe zajmował piętnaste miejsce. Ostatecznie jednak nie był klasyfikowany, ponieważ został zdyskwalifikowany. Poza tym jeszcze czterokrotnie startował na igrzyskach olimpijskich, najlepszy wynik uzyskując na igrzyskach w Innsbrucku w 1976 roku, gdzie był dziewiąty w slalomie. Na igrzyskach w Albertville w 1992 roku, jego siostra, Blanca, zdobyła drugi w historii medal olimpijski dla Hiszpanii.
Drugi i ostatni medal w karierze wywalczył podczas mistrzostw świata w Sankt Moritz w 1974 roku, gdzie w slalomie zajął trzecie miejsce. Lepsi w tych zawodach byli jedynie Gustav Thöni oraz Austriak David Zwilling. Był też między innymi szósty w kombinacji alpejskiej na mistrzostwach świata w Innsbrucku w 1976 roku i piąty w tej samej konkurencji podczas mistrzostw świata w Lake Placid cztery lata później (w latach 1948-1980 igrzyska olimpijskie były jednocześnie mistrzostwami świata, jednak kombinację rozgrywano tylko w ramach drugiej z tych imprez).
Pierwsze punkty w zawodach Pucharu Świata wywalczył 26 stycznia 1969 roku w Megève, gdzie zajął szóste miejsce w slalomie. Nieco ponad pięć lat później, 6 marca 1974 roku w Zakopanem zwyciężył w slalomie. Było to jego pierwsze pucharowe podium i zarazem jedyne zwycięstwo w zawodach tego cyklu. W kolejnych startach jeszcze trzykrotnie stawał na podium: 10 marca 1974 roku w Wysokich Tatrach był trzeci w slalomie, a 19 stycznia w Kitzbühel i 1 lutego 1975 roku w Megève zajmował drugie miejsce w kombinacji. Najlepsze wyniki osiągnął w sezonie 1974/1975, kiedy zajął dziewiąte miejsce w klasyfikacji generalnej i siódme w klasyfikacji slalomu. Był też między innymi piąty w klasyfikacji kombinacji w sezonie 1979/1980.
Czwórka jego rodzeństwa także uprawiała narciarstwo alpejskie, bracia Luis i Juan Manuel oraz siostry Dolores i Blanca. Francisco czterokrotnie był chorążym olimpijskiej reprezentacji Hiszpanii: na zimowych igrzyskach w Sapporo i letnich igrzyskach w Monachium w 1972 roku, zimowych igrzyskach w Innsbrucku w 1976 roku oraz zimowych igrzyskach w Lake Placid w 1980 roku. W 1972 roku został tym samym jedynym olimpijczykiem, który w jednym roku był chorążym reprezentacji na dwóch różnych igrzyskach.
Karierę zakończył w 1980 roku, w wieku 30 lat. Zmarł na chłoniaka w Cercedilla w 2006 roku, tydzień po odsłonięciu jego pomnika w tej miejscowości.

## Osiągnięcia

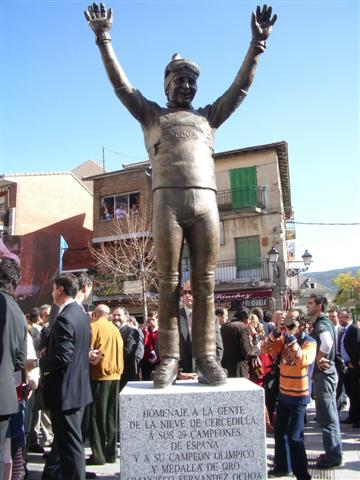
Pomnik Ochoi w miejscowości Cercedilla

### Igrzyska olimpijskie
| Miejsce | Dzień     | Rok  | Miejscowość | Konkurencja | Czas biegu | Strata | Zwycięzca         |
| ------- | --------- | ---- | ----------- | ----------- | ---------- | ------ | ----------------- |
| 38.     | 9 lutego  | 1968 | Grenoble    | Zjazd       | 1:59,85    | +8,82  | Jean-Claude Killy |
| 38.     | 12 lutego | 1968 | Grenoble    | Gigant      | 3:29,28    | +16,69 | Jean-Claude Killy |
| 23.     | 17 lutego | 1968 | Grenoble    | Slalom      | 1:39,73    | +8,40  | Jean-Claude Killy |
| DSQ     | 10 lutego | 1972 | Sapporo     | Gigant      | 3:09,62    | -      | Gustav Thöni      |
| 1.      | 13 lutego | 1972 | Sapporo     | Slalom      | 1:49,27    | -      | -                 |
| 35.     | 5 lutego  | 1976 | Innsbruck   | Zjazd       | 1:45,73    | +6,18  | Franz Klammer     |
| 24.     | 10 lutego | 1976 | Innsbruck   | Gigant      | 3:26,97    | +11,15 | Heini Hemmi       |
| 9.      | 14 lutego | 1976 | Innsbruck   | Slalom      | 2:03,29    | +5,06  | Piero Gros        |
| 27.     | 14 lutego | 1980 | Lake Placid | Zjazd       | 1:45,50    | +5,19  | Leonhard Stock    |
| 22.     | 19 lutego | 1980 | Lake Placid | Gigant      | 2:40,74    | +5,84  | Ingemar Stenmark  |
| 22.     | 22 lutego | 1980 | Lake Placid | Slalom      | 1:44,26    | +7,35  | Ingemar Stenmark  |

### Mistrzostwa świata
| Miejsce | Dzień     | Rok  | Miejscowość            | Konkurencja | Czas biegu | Strata      | Zwycięzca         |
| ------- | --------- | ---- | ---------------------- | ----------- | ---------- | ----------- | ----------------- |
| 38.     | 9 lutego  | 1968 | Grenoble               | Zjazd       | 1:59,85    | +8,82       | Jean-Claude Killy |
| 38.     | 12 lutego | 1968 | Grenoble               | Gigant      | 3:29,28    | +16,69      | Jean-Claude Killy |
| 23.     | 17 lutego | 1968 | Grenoble               | Slalom      | 1:39,73    | +8,40       | Jean-Claude Killy |
| 13.     | 17 lutego | 1968 | Grenoble               | Kombinacja  | 0,00 pkt   | +138,59 pkt | Jean-Claude Killy |
| 9.      | 8 lutego  | 1970 | Val Gardena            | Slalom      | 1:39,47    | +4,26       | Jean-Noël Augert  |
| 33.     | 10 lutego | 1970 | Val Gardena            | Gigant      | 4:19,19    | +13,06      | Karl Schranz      |
| 42.     | 15 lutego | 1970 | Val Gardena            | Zjazd       | 2:24,57    | +8,58       | Bernhard Russi    |
| 9.      | 15 lutego | 1970 | Val Gardena            | Kombinacja  | 21,25 pkt  | +71,98 pkt  | Billy Kidd        |
| DSQ     | 10 lutego | 1972 | Sapporo                | Gigant      | 3:09,62    | -           | Gustav Thöni      |
| 1.      | 13 lutego | 1972 | Sapporo                | Slalom      | 1:49,27    | -           | -                 |
| 23.     | 5 lutego  | 1974 | Sankt Moritz           | Gigant      | 3:07,92    | +13,17      | Gustav Thöni      |
| 3.      | 10 lutego | 1974 | Sankt Moritz           | Slalom      | 1:49,98    | +1,58       | Gustav Thöni      |
| 35.     | 5 lutego  | 1976 | Innsbruck              | Zjazd       | 1:45,73    | +6,18       | Franz Klammer     |
| 24.     | 10 lutego | 1976 | Innsbruck              | Gigant      | 3:26,97    | +11,15      | Heini Hemmi       |
| 9.      | 14 lutego | 1976 | Innsbruck              | Slalom      | 2:03,29    | +5,06       | Piero Gros        |
| 6.      | 14 lutego | 1976 | Innsbruck              | Kombinacja  | 24,62 pkt  | +65,47 pkt  | Piero Gros        |
| 28.     | 2 lutego  | 1978 | Garmisch-Partenkirchen | Gigant      | 3:02,52    | +7,12       | Ingemar Stenmark  |
| 22.     | 5 lutego  | 1978 | Garmisch-Partenkirchen | Slalom      | 1:39,54    | +9,79       | Ingemar Stenmark  |
| 27.     | 14 lutego | 1980 | Lake Placid            | Zjazd       | 1:45,50    | +5,19       | Leonhard Stock    |
| 22.     | 19 lutego | 1980 | Lake Placid            | Gigant      | 2:40,74    | +5,84       | Ingemar Stenmark  |
| 22.     | 22 lutego | 1980 | Lake Placid            | Slalom      | 1:44,26    | +7,35       | Ingemar Stenmark  |
| 5.      | 22 lutego | 1980 | Lake Placid            | Kombinacja  | 45,53 pkt  | +72,84 pkt  | Phil Mahre        |

### Puchar Świata

#### Miejsca w klasyfikacji generalnej
- sezon 1968/1969: 38.
- sezon 1969/1970: 55.
- sezon 1970/1971: 39.
- sezon 1971/1972: 33.
- sezon 1972/1973: 34.
- sezon 1973/1974: 15.
- sezon 1974/1975: 9.
- sezon 1975/1976: 63.
- sezon 1978/1979: 91.
- sezon 1979/1980: 33.

#### Miejsca na podium w zawodach
1. Zakopane – 6 marca 1974 – slalom (1. miejsce)
2. Wysokie Tatry – 10 marca 1974 – slalom (3. miejsce)
3. Kitzbühel – 19 stycznia 1975 – kombinacja (2. miejsce)
4. Megève – 1 lutego 1975 – kombinacja (2. miejsce)